# Lebiitae
Lebiitae es una supertribu de coleópteros adéfagos de la familia Carabidae. 

## Tribus

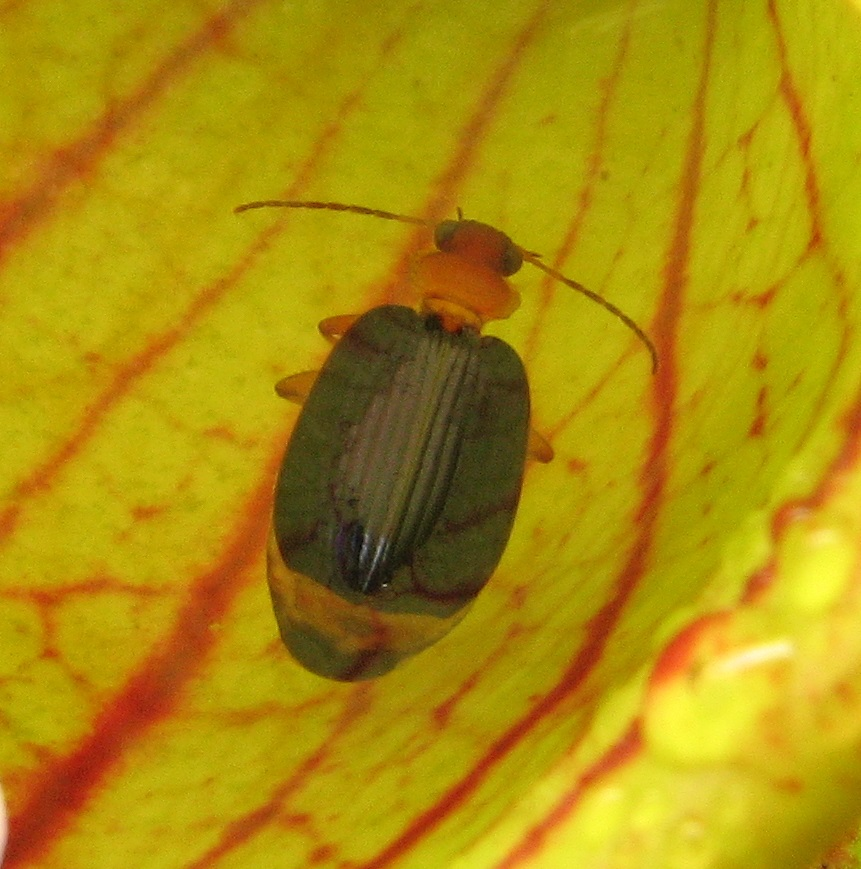
Lebia grandis atrapado en Sarracenia purpurea.

Tiene las siguientes tribus:
- Calophaenini -
- Corsyrini -
- Cyclosomini -
- Graphipterini -
- Lachnophorini -
- Lebiini -
- Odacanthini -
- Pentagonicini -
- Perigonini[1]